# Jan Wincenty Bandtkie
Jan Wincenty Bandtkie-Stężyński inna forma nazwiska: Bandtke, krypt.: J. W. B. herbu Stężyński (ur. 14 lipca 1783 w Lublinie, zm. 7 lutego 1846 w Warszawie) – polski historyk prawa, edytor, leksykograf i wolnomularz, brat Jerzego Samuela. Jego wnukiem był Aleksander Bantkie-Stężyński, członek Komisji Najwyższej Egzaminacyjnej w Królestwie w 1829 roku.

## Życiorys

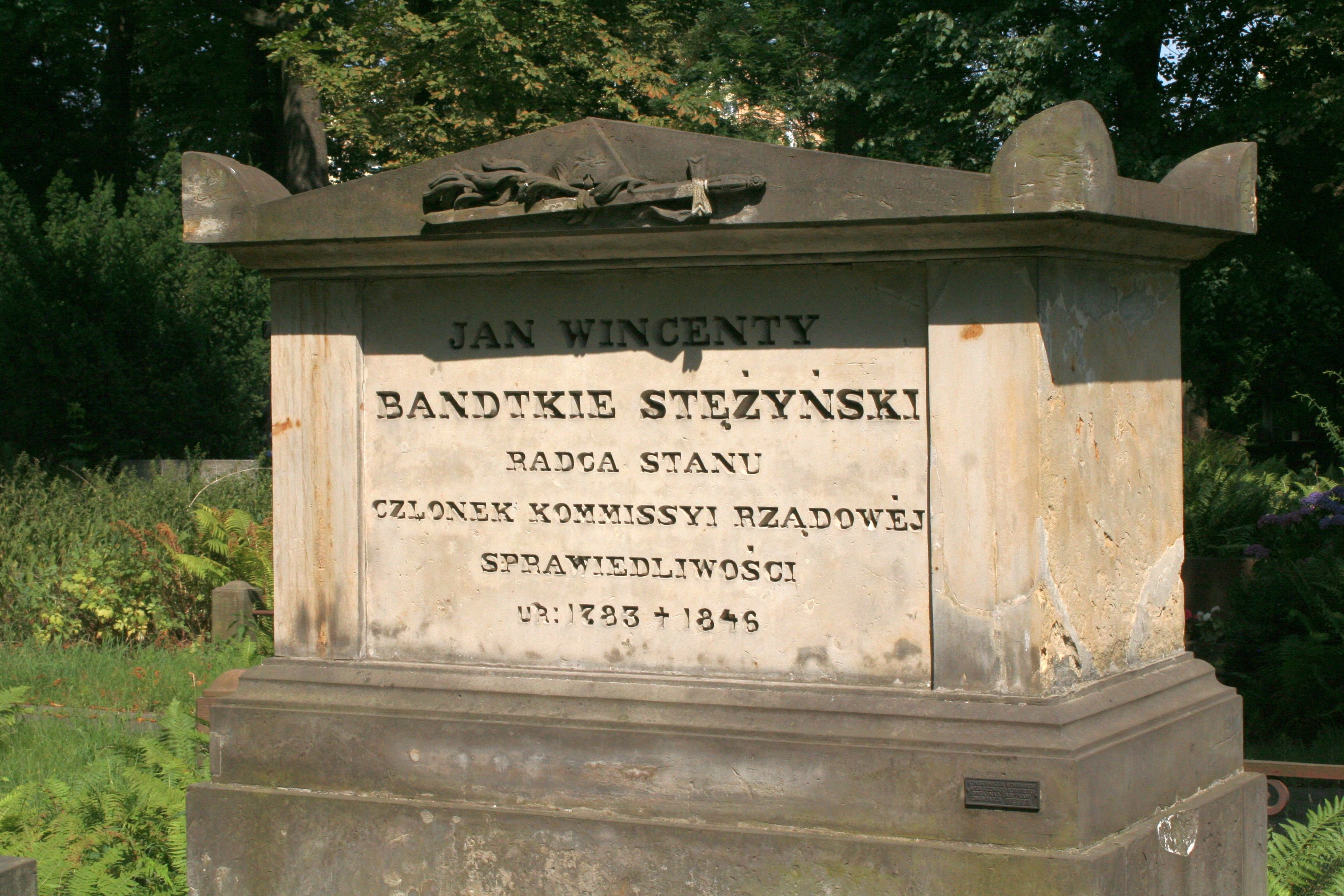
Grobowiec Jana Wincentego Bandtkie-Stężyńskiego na Cmentarzu ewangelicko-augsburskim w Warszawie

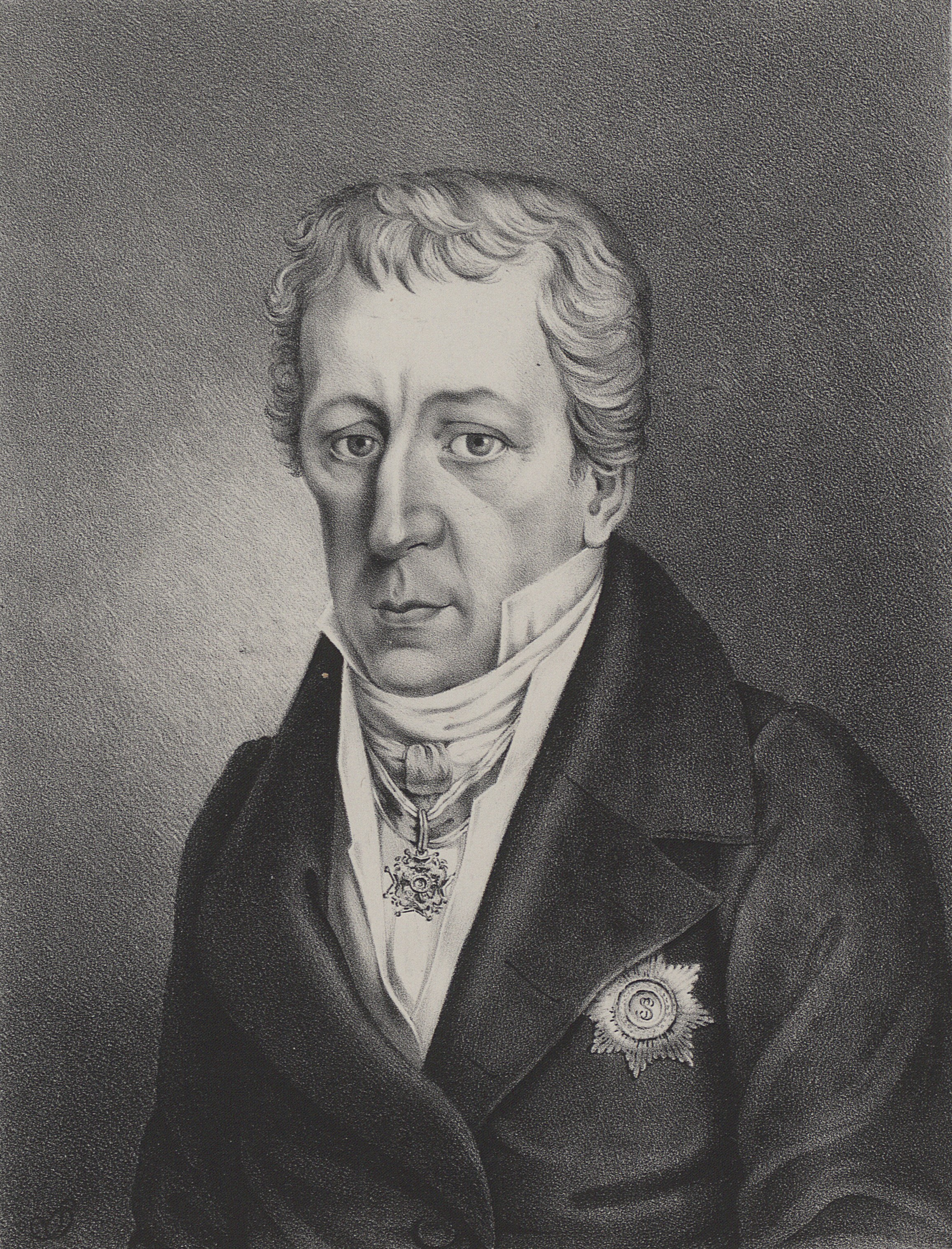
Jan Wincenty Bandtkie na litografii Seweryna Oleszczyńskiego

Urodził się w Lublinie jako syn Jana Samuela (osiadłego tam kupca pochodzenia niemieckiego), i Anny Marii z Noacków; brat Jerzego Samuela. Od roku 1794 pobierał nauki w prywatnej szkole polsko-niemieckiej w Lublinie, a po jej ukończeniu w Gimnazjum Św. Elżbiety we Wrocławiu. W latach 1803–1806 studiował prawo na uniwersytecie w Halle i tam właśnie przez 2 lata był lektorem języka polskiego. W roku 1806 przyjechał do Warszawy i tu został aplikantem (referendariuszem) przy miejscowej regencji. Od roku 1807 piastował funkcje asesora przy warszawskim sądzie apelacyjnym. Rok później (1808) został mianowany pisarzem aktowym czyli notariuszem przy tamtejszym sądzie apelacyjnym, a w roku 1809 otrzymał stanowisko pisarza aktowego Księstwa Warszawskiego (funkcję tę pełnił przez ⅓ stulecia, aż do roku 1843).
W latach 1808–1816 rozpoczął działalność pedagogiczną jako profesor Szkoły Prawa i Administracji w Warszawie (łącząc funkcję wykładowcy i dyrektora szkoły), od 1816 profesor prawa rzymskiego i polskiego na Królewskim Uniwersytecie Warszawskim (był jego współorganizatorem). Od 1811 członek Towarzystwa Warszawskiego Przyjaciół Nauk. Był pierwszym dziekanem (1816-1831) Szkoły Prawa i Administracji. Na obu uczelniach wykładał prawo rzymskie, a od roku 1825 także prawo polskie. Od roku 1812 był członkiem rzeczywistym Towarzystwa Warszawskiego Przyjaciół Nauk, a od roku 1816 członkiem korespondentem Krakowskiego Towarzystwa Naukowego i honorowym członkiem Uniwersytetu Wileńskiego. W 1812 roku przystąpił do Konfederacji Generalnej Królestwa Polskiego. W roku 1814 Uniwersytet w Królewcu przyznał mu tytuł doktora praw. Kilka lat później (1819) otrzymał dziedziczne szlachectwo z przydomkiem Stężyński. Był wolnomularzem IV stopnia – członek 2 lóż: Rycerze Gwiazdy i Świątynia Minerwy.
Zmarł 7 lutego 1846 roku. Spoczywa na warszawskim Cmentarzu ewangelicko-augsburskim przy ul. Młynarskiej. Grobowiec Jana Wincentego Bandtkiego i jego żony znajduje się w alei 18 nr 23/25. Pomniki tego grobowca są autorstwa Józefa Manzla.
W 1824 roku został kawalerem Orderu Świętego Stanisława 3. klasy.

## Twórczość
Bandtkie jako pierwszy opracował polski tekst Kroniki Galla Anonima (wydanie 1824). Jego syn Kazimierz, po śmierci Bandtkiego wydał oparte na jego wykładach dzieła prawnicze: Historia prawa polskiego (1850) i Prawo prywatne polskie (1851).

### Ważniejsze utwory
- Nowy słownik kieszonkowy polsko-niemiecko-francuski. Nouveau dictionnaire de poche polonois, allemand et françois. Taschenwörterbuch der polnischen, deutschen und französichen Sprache. (A-Z), Wrocław 1805 (wyd. anonimowe); wyd. następne: t. 1, Wrocław 1807 (tytuł franc. nieco zmieniony: Nouveau dictionnaire portatif polonois, allemand et françois); "nowa edycja poprawiona", Wrocław 1820 (z przedmową podpisaną krypt. J. W. B.); także Wrocław 1827 (prawdopodobnie 2 wydania); także Wrocław 1834, (przeróbka słownika A. M. Trotza; stanowi ona cz. 1 Nouveau dictionnaire...; cz. 3 słownika napisał brat Bandtkiego – Jerzy Samuel)
- De studio juris Polonici... Candidato dissertatio, Wrocław 1806; ostatni rozdział tej pracy w wersji pol. nieco rozszerzony pt. Nauka prawodawstwa i prawnictwa polskiego – wydano jako rozdz. 3 w książce: F. Bentkowski Historia literatury polskiej, t. 2, Warszawa 1814
- Nouveau dictionnaire portatif françois-polonois et allemand. Nowy słownik kieszonkowy francusko-polsko-niemiecki. T. 2 (A-K) – 3 (L-Z), Wrocław 1807 (w t. 2 przedmowa podpisana: Jan W. Bandtkie); wyd. następne: "nowa przejrzana i poprawiona edycja" t. 2-3, Wrocław 1811 (z przedr. przedmowy); "nowa edycja poprawiona" t. 1-2, Wrocław 1820; także Wrocław 1827(?); "nowa edycja zupełnie poprawiona", Wrocław 1838, (por. Nowy słownik kieszonkowy...)
- Vindiciae Juris Romani Justinianei, Wrocław 1808
- "Obrona Jana Zamoyskiego", Otwarcie Szkoły Nauk Prawa i Administracji w Warszawie, Warszawa 1811, s. 16-52 i odb.
- Zbiór rozpraw o przedmiotach prawa polskiego, Warszawa 1812
- Dissertatio historicojuridica, wydano zob. Prace edytorskie
- Uwagi o potrzebie nauki prawa w naszym kraju w szczególności, a o użytku onejże w ogólności, Warszawa 1814
- Lineamenta Juris Romani ad ordinem Institutionum Justiniani Imperatoris digesta, Warszawa 1816; wyd. następne: Warszawa 1841
- "Przemowa o urządzeniach naukowych teraźnijeszych", Commentationes in consessu professorum Universitatis literariae Regiae Varsaviensis recitatae, Warszawa 1817
- Memoriał... o prawie hipotecznym z r. 1818, wyd. J. J. Liauer, Warszawa 1915
- O poważaniu dawniejszym w Polszcze prawników uczonych przemowa... przy udzielaniu doktoratu prawa Wincentemu Kraińskiemu d. 10 lutego 1825, Warszawa 1825
- "O Macieju Śliwnickim i księdze prawa powszechnego z woli Zygmunta I przezeń ułożonej", Posiedzenia publiczne Królewsko-Warszawskiego Uniwersytetu, Warszawa 1825 i odb.; wyd. osobne: Warszawa 1825
- Bibliografia prawa polskiego od najdawniejszych czasów do r. 1823, Kraków 1825; rękopis: Biblioteka Jagiellońska, sygn. 4917; rękopis sygn. 5760, zawiera tę samą bibliografię przygotowaną do druku, częściowo w korektach, pt. Historia bibliografii prawa polskiego napisana przed r. 1830 przez...
- Historia prawa polskiego napisana i wykładana przed r. 1830 w b. Warszawskim Aleksandryjskim Uniwersytecie..., Warszawa 1850
- Prawo prywatne polskie napisane i wykładane przed r. 1830 w b. Warszawskim Aleksandryjskim Uniwersytecie..., Warszawa 1851; rękopis: Prawo polskie. Wykłady, Biblioteka Jagiellońska: sygn. 6044 II
- Rozprawy o prawie i sądownictwie karzącym i o urzędach w dawnej Polsce. Z rękopisów śp. ... wydał August Heylman, Warszawa 1868, (tu m.in.: kilka rozpraw poprzednio ogłoszonych)
- mowy polskie i łacińskie zamieszczane w sprawozdaniach i programach Uniwersytetu Warszawskiego; mowę "przy dyspucie publicznej i promocji doktorskiej Romualda Hubego" (1829) i kilka innych pism uniwersyteckich ogł. Studia z Dziejów Wydziału Prawa Uniwersytetu Warszawskiego, Warszawa 1963
- rozprawy znajdują się ponadto w czasopismach i wydawnictwach zbiorowych: Pamiętniki Warszawskie (1815-1821), Biblioteka Warszawska (tu: "Co stanowi prawnika?", 1846, t. 3; "O urzędzie woźnego", 1858, t. 3), Albumy literackie (1848), Dziennik Wileński.

### Prace edytorskie
- Ius Culmense cum appendice privilegiorum et jurium selectorum municipalium et dissertatione historicojuridica exhibitum, cura..., Warszawa 1814
- M. Gallus: Chronicom ad fidem codicum, qui servantur in Pulaviensi tabulario... Adami principis Czartoryscii... denuo recensuit, ex mandato Regiae Societatis Philomathicae Varsaviensis, vitamque S. Stanislai, atque inventarium ecclesiae metropolitanae Gnesnensis, adiecit J. V. Bandtkie, Warszawa 1824
- J. Ostroróg: Monumentum... pro Reipublicae ordinatione, Warszawa 1831 (wraz z przekł. polskim H. Kownackiego)
- Ius Polonicum, codicibus veteribus manuscriptis et editionibus quibusque collatis, Warszawa 1831.

### Listy i materiały
- Do S. Staszica z 18 kwietnia 1812, wyd. A. Kraushar Towarzystwo Warszawskie Przyjaciół Nauk, t. 3, Warszawa 1902
- Do J. Zawadzkiego z: 13 stycznia i 29 lipca 1815 oraz 15 marca 1816; do Banku Polskiego z 28 października 1839; wyd. T. Turkowski Materiały do dziejów literatury i oświaty na Litwie i Rusi, t. 1, Wilno 1935, s. 273-275
- Do J. Lelewela z: 17 lutego oraz 4 i 24 grudnia 1818, ogł. M. Łodyński "Materiały do dziejów państwowej polityki bibliotecznej w Księstwie Warszawskim i Królestwie Polskim (1807-1831)", Wrocław 1958, Książka w Dawnej Kulturze Polskiej, t. 8, s. 21-22
- Zespół aktów kancelarii J. W. Bandtkiego, rękopisy Archiwum Wojewódzkie i Miasta Warszawy.